# Ssssh
Ssssh es el tercer álbum de estudio de la banda de blues rock británica Ten Years After grabado y lanzado el año 1969

## Comentario
Ssssh marca el inicio de la popularidad del grupo, tras su brillante actuación en el Festival de Woodstock, celebrada poco antes. Fue su primer álbum con éxito en los Estados Unidos, alcanzando un máximo de número 20 en septiembre de ese año del Billboard. El álbum tiene una versión del clásico de Sonny Boy Williamson Good Morning Little Schoolgirl al que modifican la letra.

## Listado de canciones
Con la excepción de la canción Good Morning Little Schoolgirl un clásico de Sonny Boy Williamson, todas las composiciones en el álbum fueron escritos por los miembros del grupo
1. Bad Scene(3:20)
2. Two Time Mama (2:05)
3. Stoned Woman (3:25)
4. Good Morning Little Schoolgirl  Sonny Boy Williamson(6:34)
5. If You Should Love Me(5:25)
6. I Don't Know That You Don't Know My Name(1:50)
7. The Stomp(4:34)
8. I Woke Up This Morning(5:25)

## Créditos
- Alvin Lee - Guitarra , voz
- Leo Lyons - Bajo
- Ric Lee - batería
- Chick Churchill - órgano Hammond